# Omelan Newycki
Omelan Newycki (ur. w 1878, zm. w 1939) – duchowny greckokatolicki, pedagog, rusiński działacz polityczny.
Ukończył studia teologiczne w Preszowie i Budapeszcie. W 1918 roku opowiadał się przeciwko kompromisowi z Węgrami, pod koniec roku rozpoczął współpracę z delegatami Zachodnioukraińskiej Republiki Ludowej. Po przyłączeniu Rusi Zakarpackiej do Czechosłowacji prowadził działalność przeciw nowym władzom. Zagrożony aresztowaniem wyemigrował w 1920 do USA, gdzie działał w greckokatolickim egzarchacie rusińskim w Pittsburghu. W 1938 działał w emigracyjnym Komitecie Obrony Ukrainy Karpackiej, popierającym rząd Augustyna Wołoszyna.